# Liste der Kirchen und Klöster im irakischen Gouvernement Ninawa
Die Stadt Mosul und die sie umgebende irakische Provinz Ninawa hat den höchsten Anteil an Christen aller Regionen und enthält mehrere alte Kirchen, von denen einige ursprünglich aus den frühen Jahrhunderten des Christentums stammen. Die alten Kirchen sind oft versteckt und ihre Eingänge hinter dicken Mauern sind nicht leicht zu finden. Einige von ihnen haben unter schlechter Instandhaltung gelitten.

## Historische Kirchen und Klöster

### Kirche von Schamun as-Safa
Die älteste Kirche in Mossul, Schamun as-Safa (St. Peter), stammt aus dem 9. Jahrhundert und ist sehr schwer zu finden. Sie hat einen tiefen unterirdischen Hof und einen Friedhof zwischen hohen Mauern sowie einige verzierte Grabsteine von Maslawi Kaufleuten. Früher trug sie den Namen der beiden Apostel Petrus und Paulus. Sie ist aufgrund ihres archäologischen Wertes eine sehr wichtige Kirche. Sie liegt 5 m unter dem Straßenniveau. Die Kirche enthält eine Grabinschrift von Schammas Raphael Mazagi, eine chaldäische Druckerei und ein Patriarchalisches Seminar, welches neben der Kirche gegründet wurde. Nachdem diese im Jahr 1960 nach Bagdad verlegt worden war, wurde das Gebäude von den Nonnen des Heiligen Herzens bewohnt.

### Kirche von Mar Toma
Die genaue Zeit ihrer Gründung ist unbekannt, aber es kann davon ausgegangen werden, dass die Syrische Orthodoxe Kirche St. Thomas (Mar Toma) vor dem Jahre 770 datiert, da der Hinweis darauf, dass al-Mahdi, der abbasidische Kalif, auf seiner Reise nach Mossul, eine Beschwerde über diese Kirche hörte. Das Altarkreuz sowie die Altarschritte sind hell erleuchtet. Es gibt eine arabisch gemalte, alte Bibel in Syriac auf einem Rednerpult und eine lindgrüne mit dunkelblauen Rändern. Und an einer Wand eine kleine erleuchtete und lassfronierte Taube, in der die Reliquien des hl. Thomas stehen.

### Mar-Petion-Kirche
Die Mar-Petion-Kirche ist nach einem gleichnamigen Märtyrer benannt, der von seinem Vetter in einem Kloster erzogen wurde und im Jahre 446 starb. Sie ist die erste katholische Kirche in Mossul, nach der Vereinigung der Kirche des Ostens mit Rom im 16. Jahrhundert. Sie stammt aus dem 10. Jahrhundert und liegt 3 m unter dem Straßenniveau. Diese Kirche erlitt Zerstörung und wurde mehrmals rekonstruiert. Im Jahre 1942 wurde ein Saal auf einem ihrer drei Teile errichtet. Dadurch sind die meisten künstlerischen Merkmale verloren gegangen.

### Ruine der Tahira-Kirche
In der Nähe von Basch Tapia ist die alte Kirche der Unbefleckten (Tahira), die als eine der ältesten Kirchen in Mosul gilt. Kein Beweis hilft, ihren genauen Standort zu bestimmen. Es könnte entweder die Überreste der Kirche des Oberklosters oder der ruinierten Mar-Zena-Kirche sein. Die Tahira-Kirche stammt aus dem 7. Jahrhundert und liegt 3 m unter dem Straßenniveau. Eine letzte Rekonstruktion fand 1743 statt.

### Mar-Ahudeni-Kirche
Mar Ahudeni-Kirche wurde nach Mar Ahudemmeh (Hudeni) Maphrian von Tikrit benannt, der 575 den Märtyrertod starb. Mar Ahudeni ist eine alte Kirche der Tikritaner in Mossul, aus dem 10. Jahrhundert. Sie liegt 7 m unter dem Straßenniveau. Erstmals wurde sie im Jahr 1970 restauriert. Eine Kette, die in der Wand befestigt ist, soll Epileptika heilen.

### Mar-Matti-Kloster
Das Kloster Mar Matti ist ein berühmtes Kloster, etwa 20 km östlich von Mossul auf dem Gipfel des Berges Alfaf (auch Berg Maqlub genannt). Sie wurde von Mar Matte erbaut, einem Mönch, der 362 aus dem Kloster Zuknin bei der Stadt Amid (Diyar Bakir) im südlichen Teil Kleinasiens (heutige Türkei) und in den Norden des Iraks mit mehreren anderen Mönchen flüchtete während der Herrschaft von Kaiser Julian dem Apostaten (361–363). Sie hat eine Bibliothek mit syrischen Handschriften.

### Kloster von Mar Behnam
Das Kloster von Mar Behnam wird auch das Zisternenkloster (Deir Al-Jubb) genannt. Gelegen in der Nineve-Ebene in der Nähe von Nimrud etwa 32 km südwestlich von Mosul, wurde es im 4. Jahrhundert erbaut und erweitert im 12. oder 13. Jahrhundert. Das Kloster ist ein großes Fortartiges Gebäude das neben dem Grab von Mar Behnam aufragt. Dieser war ein Prinz, der von den Sassaniern getötet wurde, vielleicht im 4. Jahrhundert. Eine Legende machte ihn zum Sohn eines assyrischen Königs.

## Andere christliche historische Gebäude in der Region
- Die römisch-katholische Kirche (gebaut von den Dominikanischen Vätern in der Ninive-Straße im Jahre 1893).
- Sankt-Elias-Kloster (Dair Mar Elia) (das älteste christliche Kloster im Irak, aus dem 6. Jahrhundert)
- Mar Michael
- Mar Elias
- Mar-Oraha-Kloster
- Rabban-Hormizd-Kloster
- al-Aqiser